# 이승채 (1874년)
이승채(李升采, 1874년 9월 25일(음력 8월 15일) ~ ?)는 대한제국과 일제강점기 초기의 관료이다.

## 생애
양반 가문에서 태어나 어릴 때부터 한학을 수학하였다. 1896년 양력 7월에 판임관 7등의 내부 주사로 임명되면서 대한제국 시기 동안 관리로 근무하기 시작하였다.
1897년에 판임관 6등이 되었고, 1903년에는 판임관 2등까지 승진하였다. 이 기간 중 내부에서 계속 주사로 근무하였고, 품계는 1899년에 6품, 1906년에는 5품에 올랐다. 통감부 체제 하인 1909년에 황해도 지역에 군수로 발령받았다.
1910년 한일 병합 조약 체결로 조선총독부 관리로 이동하게 되었다. 이승채는 1910년 10월에 데라우치 마사타케 부임과 동시에 첫 인사 이동이 있었을 때, 그대로 군수로 남아 황해도 금천군 군수로 발령을 받았다. 총독부 군수로는 약 2년 반 동안만 근무하고 1913년 2월에 사직하였다.
금천군수로 재직 중이던 1912년에 일본 정부가 한일 병합을 기념하여 수여한 한국병합기념장을 받았다. 이때 정8위에 서위되어 있었다.
2008년 민족문제연구소가 발표한 친일인명사전 수록예정자 명단 중 관료 부문에 포함되었다.

## 참고자료
- 이승채(李升采) - 국사편찬위원회